# Epactionotus yasi
Epactionotus yasi är en fiskart som beskrevs av Almirón, Azpelicueta och Casciotta 2004. Epactionotus yasi ingår i släktet Epactionotus och familjen Loricariidae. Inga underarter finns listade i Catalogue of Life.